# Linum leucanthum
Linum leucanthum är en linväxtart som beskrevs av Pierre Edmond Boissier och Spruner. Linum leucanthum ingår i släktet linsläktet, och familjen linväxter. Inga underarter finns listade i Catalogue of Life.